# Iașnîkî, Lohvîțea
Iașnîkî (în ucraineană Яшники) este un sat în comuna Svîrîdivka din raionul Lohvîțea, regiunea Poltava, Ucraina.

## Demografie
Componența lingvistică a localității Iașnîkî
     Ucraineană (100%)
Conform recensământului din 2001, toată populația localității Iașnîkî era vorbitoare de ucraineană (100%).